# ヤナ・クニツカヤ
ヤナ・クニツカヤ（ロシア語: Яна Иосифовна Куницкая, ラテン文字転写: Yana Iosifovna Kunitskaya、1989年11月11日 - ）は、ロシアの女性総合格闘家。ムルマンスク州ムルマンスク出身。アメリカン・トップチーム所属。元Invicta FC世界バンタム級王者。UFC世界女子バンタム級ランキング9位。ヤナ・サントスとも表記される。
総合格闘家のチアゴ・サントスと結婚している。

## 来歴
ソビエト連邦ロシア・ソビエト連邦社会主義共和国ムルマンスク州ムルマンスクに、プロスキー選手の父親とプロ体操選手の母親の娘として生また。幼少の頃からテコンドーを習い、12歳で近接格闘術、16歳でボクシング、18歳から総合格闘技を始めた。

### Invicta FC
2016年11月18日、Invicta FCデビュー戦となったInvicta FC 20の世界バンタム級タイトルマッチでトーニャ・エヴァンジャーと対戦し、腕ひしぎ十字固めで一本勝ちを収めるが、レフェリーの判断ミスがあったとしてエヴァンジャーがミズーリ州アスレチック・コミッションに提訴。12月1日に結果が無効試合へ変更された。
2017年3月25日、Invicta FC 22の世界バンタム級タイトルマッチでトーニャ・エヴァンジャーと再戦し、リアネイキッドチョークで一本負け。

#### Invicta王座獲得
2017年8月31日、エヴァンジャーが返上したInvicta FC世界バンタム級王座決定戦でラケル・パルーヒと対戦し、3-0の判定勝ちを収め王座獲得に成功した。その後王座を返上した。

### UFC
2018年3月3日、UFC初参戦となったUFC 222のUFC世界女子フェザー級タイトルマッチで王者クリスチャン・サイボーグに挑戦し、パウンドでTKO負けを喫し王座獲得に失敗した。
2018年10月6日、UFC 229で女子バンタム級ランキング12位のリナ・ランズバーグと対戦し、判定勝ち。
2019年3月9日、UFC Fight Night: Lewis vs. dos Santosでバンタム級ランキング6位のマリオン・レノーと対戦し、判定勝ち。
2019年12月7日、UFC on ESPN: Overeem vs. Rozenstruikで女子バンタム級ランキング5位のアスペン・ラッドと対戦し、TKO負け。
2021年2月20日、UFC Fight Night: Blaydes vs. Lewisで女子バンタム級ランキング6位のケトレン・ヴィエラと対戦し、判定勝ち。
2021年7月10日、UFC 264で女子バンタム級ランキング4位のアイリーン・アルダナと対戦し、パウンドで1RTKO負け。なお、この試合はアルダナの体重超過により、139.5ポンド契約で行われた。
2023年3月25日、UFC on ESPN: Vera vs. Sandhagenで女子バンタム級ランキング3位のホリー・ホルムと対戦し、0-3の判定負け。

## 戦績

### プロ総合格闘技
| 総合格闘技 戦績 | 総合格闘技 戦績 | 総合格闘技 戦績 | 総合格闘技 戦績 | 総合格闘技 戦績 | 総合格闘技 戦績 | 総合格闘技 戦績 |
| --------------- | --------------- | --------------- | --------------- | --------------- | --------------- | --------------- |
| 24 試合         | (T)KO           | 一本            | 判定            | その他          | 引き分け        | 無効試合        |
| 15 勝           | 7               | 1               | 7               | 0               | 0               | 1               |
| 8 敗            | 3               | 2               | 3               | 0               | 0               | 1               |

| 勝敗 | 対戦相手                     | 試合結果                         | 大会名                                                                             | 開催年月日     |
| ○    | チェルシー・チャンドラー     | 5分3R終了 判定3-0                | UFC on ESPN 61: Tybura vs. Spivac 2                                                | 2024年8月10日  |
| ×    | カロル・ロサ                 | 5分3R終了 判定1-2                | UFC on ESPN 48: Strickland vs. Magomedov                                           | 2023年7月1日   |
| ×    | ホリー・ホルム               | 5分3R終了 判定0-3                | UFC on ESPN 43: Vera vs. Sandhagen                                                 | 2023年3月25日  |
| ×    | アイリーン・アルダナ         | 1R 4:35 TKO（パウンド）          | UFC 264: Poirier vs. McGregor 3                                                    | 2021年7月10日  |
| ○    | ケトレン・ヴィエラ           | 5分3R終了 判定3-0                | UFC Fight Night: Blaydes vs. Lewis                                                 | 2021年2月20日  |
| ○    | ユリア・ストリアレンコ       | 5分3R終了 判定3-0                | UFC Fight Night: Lewis vs. Oleinik                                                 | 2020年8月8日   |
| ×    | アスペン・ラッド             | 3R 0:33 TKO（パウンド）          | UFC on ESPN 7: Overeem vs. Rozenstruik                                             | 2019年12月7日  |
| ○    | マリオン・レノー             | 5分3R終了 判定3-0                | UFC Fight Night: Lewis vs. dos Santos                                              | 2019年3月9日   |
| ○    | リナ・ランズバーグ           | 5分3R終了 判定3-0                | UFC 229: Khabib vs. McGregor                                                       | 2018年10月6日  |
| ×    | クリスチャン・サイボーグ     | 1R 3:25 TKO（右フック→パウンド） | UFC 222: Cyborg vs. Kunitskaya 【UFC世界女子フェザー級タイトルマッチ】             | 2018年3月3日   |
| ○    | ラケル・パルーヒ             | 5分5R終了 判定3-0                | Invicta FC 25: Kunitskaya vs. Pa'aluhi 【Invicta FC世界バンタム級王座決定戦】      | 2017年8月31日  |
| ×    | トーニャ・エヴァンジャー     | 2R 4:32 リアネイキッドチョーク   | Invicta FC 22: Evinger vs. Kunitskaya 2 【Invicta FC世界バンタム級タイトルマッチ】 | 2017年3月25日  |
| －   | トーニャ・エヴァンジャー     | 1R 1:59 無効試合（誤審）         | Invicta FC 20: Evinger vs. Kunitskaya 【Invicta FC世界バンタム級タイトルマッチ】   | 2016年11月18日 |
| ○    | エンアン・ウー               | 2R 0:32 TKO（）                  | Fightspirit Championship 6                                                         | 2016年9月4日   |
| ×    | サイラ・ディシェコバ         | R 3:38 腕ひしぎ十字固め          | ACB 32: Battle of Lions                                                            | 2016年3月26日  |
| ○    | シルヴィア・クシアク         | 1R 0:50 TKO（コーナーストップ）  | Baltic Arena                                                                       | 2012年6月15日  |
| ○    | アンナ・メリクホヴァ         | 5分2R終了 判定3-0                | Lion's Fights 1: The Beginning                                                     | 2012年3月3日   |
| ○    | エカテリーナ・サライキナ     | 1R 1:05 TKO（）                  | Verdict Fighting Championship 1                                                    | 2012年2月11日  |
| ○    | アルーヌ・ローゼッカイト     | 1R 1:34 TKO（マウントパンチ）    | Bushido Lithuania: Hero's Lithuania 2011 【Bushido FC女子無差別級タイトルマッチ】  | 2011年11月19日 |
| ○    | シンディ・ダンドワ           | 1R 0:34 TKO（）                  | M-1 Challenge 22: Narkun vs. Vasilevsky                                            | 2010年12月10日 |
| ○    | カミラ・バランダ             | 1R 4:26 TKO（）                  | Bushido Lithuania: Hero's Lithuania 2010                                           | 2010年11月20日 |
| ×    | マリア・ホガード・ジュールサ | 5分3R終了 判定0-3                | FG 14: Ice Cold                                                                    | 2010年5月29日  |
| ○    | Vladena Yavorskaya           | 1R 3:20 リアネイキッドチョーク   | Bushido FC: Legends                                                                | 2009年11月28日 |
| ○    | マグダレナ・ジャレツカ       | 1R 1:38 TKO（）                  | K-1 WORLD GP 2009 IN LODZ -Europe Tournament-                                      | 2009年5月23日  |

## 獲得タイトル
- Bushido FC女子無差別級王座
- 第3代Invicta FC世界バンタム級王座（2017年）

## 表彰
- Invicta FC パフォーマンス・オブ・ザ・ナイト（2回）